# Robert Grabarz
Robert Grabarz, häufig auch Robbie Grabarz, (* 3. Oktober 1987 in Enfield) ist ein ehemaliger britischer Leichtathlet.
Grabarz gehörte als Hochspringer im Jugend- und Juniorenbereich zur erweiterten europäischen Spitze. So belegte er bei den Juniorenweltmeisterschaften 2006 den zwölften Platz mit 2,05 m. Bei den U23-Europameisterschaften 2009 belegte er mit 2,18 m den elften Platz. Bis Ende 2011 stand seine persönliche Bestleistung bei 2,28 m. Der Durchbruch zur Weltklasse gelang ihm am 21. Januar 2012 beim Hallen-Meeting in Wuppertal, als er den Hochsprungwettbewerb mit 2,34 m gewann.
Im Freien verbesserte sich Grabarz Anfang Juni 2012 auf 2,36 m. Bei den Europameisterschaften 2012 in Helsinki überquerten nur Grabarz und der Litauer Raivydas Stanys die Höhe von 2,31 m, Grabarz gewann den Titel wegen der geringeren Anzahl von Fehlversuchen. Bei den Olympischen Spielen in London holte er sich mit einer Höhe von 2,29 m vor heimischen Publikum die Bronzemedaille. Bei den Europameisterschaften 2016 in Amsterdam gewann er die Silbermedaille. Im Mai 2018 gab er sein Rücktritt bekannt.
Das Internationale Olympische Komitee gab im Januar 2019 die Disqualifikation von Iwan Uchow, dem Olympiasieger von 2012, bekannt. Nachdem der Internationale Sportgerichtshof im April 2021 das Urteil bestätigt hatte, rückte Grabarz um einen Platz vor und erhielt – zusammen mit Mutaz Essa Barshim und Derek Drouin – die Silbermedaille zugesprochen.

## Bestleistungen
- Hochsprung: 2,37 Meter, 23. August 2012 in Lausanne
  - Hochsprung (Halle): 2,34 Meter, 21. Januar 2012 in Wuppertal